# کولوکوک
کولوکوک (به لاتین: Kölükök) یک دریاچه در قرقیزستان است که در استان نارین واقع شده‌است.